# Dieter Langewiesche
Dieter Langewiesche (né le 11 janvier 1943 à St. Sebastian près de Mariazell) est un historien allemand, spécialiste du nationalisme et du libéralisme.

## Biographie
Langewiesche est scolarisé dans une Realschule à Essen et en sort avec son diplôme en 1959. Il commence ensuite une formation commerciale. En 1962, il devient vendeur et le reste 3 ans. En parallèle, il prend des cours du soir à  Gelsenkirchen qui mène à l'obtention de son Abitur en 1966. Il étudie alors jusqu'en 1971 l'Histoire la science politique et la germanistique à Heidelberg et y passe les examens d'État. Il devient ensuite jusqu'en 1978 assistant en histoire contemporaine à l'université de Wurtzbourg. Il passe ainsi sa thèse en 1973 sur le « Libéralisme et démocratie dans le Wurtemberg entre révolution et formation de l'Empire allemand ». Il passe son habilitation entre 1978 et 1979 dans la même université. En 1978, il accède à un poste de professeur en histoire contemporaine à l'université de Hambourg. Puis de 1985 à 2008, il enseigne à l'université de Tübingen. Son successeur est Ewald Frie. De 1997 à 2000, il a un congé de l'université de Tübingen pour aller donner des cours dans la nouvelle université d'Erfurt.

## Travaux
Il défend la thèse selon laquelle le nationalisme dans toutes ses phases mêlait participation à la vie publique et agression. Il considère que la défiance vis-à-vis de l'étranger et les guerres sont partie intégrante de la construction d'une nation. Ses sujets de prédilection sont : libéralisme et bourgeoisie, mouvement travailleur et culture ouvrière, révolution de mars 1848, nation et nationalisme, les guerres et l'historiographie.

## Distinctions
Il est depuis 1997 membre de l'académie des sciences de Heidelberg, depuis 1998 de celle d'Erfurt. En 2011, il entre dans l'académie allemand des chercheurs sur la nature Leopoldina. Il est également membre de l'académie nationale des sciences. Il fait partie de la commission historique du Bade-Wurtemberg. Il est membre de la commission historique tchéco-allemande et tchécoslovaque. De 1998 à 2010, il prend part à l'académie des sciences bavaroise. Entre 1994 et 1995, il est membre du collège des sciences de Berlin.
En 1996, il reçoit le Prix Gottfried Wilhelm Leibniz de la Deutsche Forschungsgemeinschaft. En 2001, on lui attribue le prix Erwin-Stein. En 2009, il reçoit un doctorat honorifique de la faculté de philosophie de l'université d'Erfurt.

## Œuvre
- (de) Liberalismus und Demokratie in Württemberg zwischen Revolution und Reichsgründung, Dusseldorf, 1974
- (de) Zur Freizeit des Arbeiters. Bildungsbestrebungen und Freizeitgestaltung österreichischer Arbeiter im Kaiserreich und in der Ersten Republik, Stuttgart, 1980
- (de) Liberalismus in Deutschland, Francfort-sur-le-Main, 1988 (ISBN 3-518-11286-4, lire en ligne)
- (de) Nation, Nationalismus, Nationalstaat : in Deutschland und Europa, Munich, C.H. Beck, 2000, 266 p. (ISBN 3-406-45939-0)
- (de) Liberalismus und Sozialismus: Gesellschaftsbilder - Zukunftsvisionen - Bildungskonzeptionen, Bonn, 2003 (ISBN 3-8012-4132-7, lire en ligne)
- (de) Zentralstaat – Föderativstaat. Nationalstaatsmodelle in Europa im 19. und 20. Jahrhundert, Varsovie, 2003 (cours donné à la fois en allemand et en polonais)
- (de) Liberalismus und Demokratie im Staatsdenken von Theodor Heuss, Stuttgart, 2005 (ISBN 3-9809603-0-7)
- (de) Europa zwischen Restauration und Revolution : 1815–1849, Munich, 2007, 256 p. (ISBN 978-3-486-49765-6)
- (de) Zeitwende. Geschichtsdenken heute, Gœttingue, Vandenhoeck & Ruprecht, 2008
- (de) Reich, Nation, Föderation. Deutschland und Europa, Munich, Beck, 2008
- (de) Staat, Nation und Föderation in der europäischen Geschichte, Münster, Rhema, 2008 (ISBN 978-3-930454-85-3)

## Note et référence
1. ↑  « Liberalismus und Demokratie in Württemberg zwischen Revolution und Reichsgründung »